# MBK Center

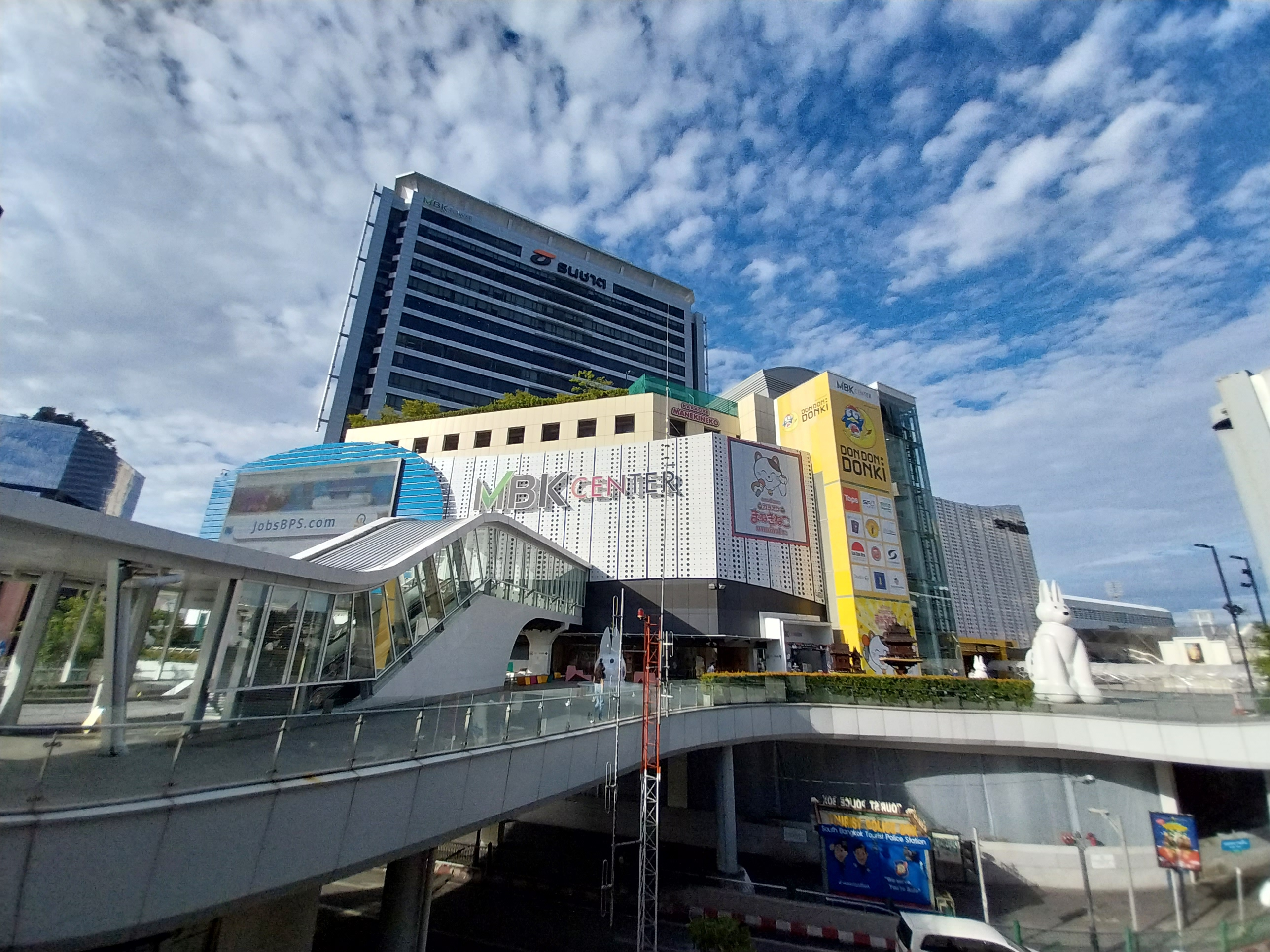
MBK Center in 2023

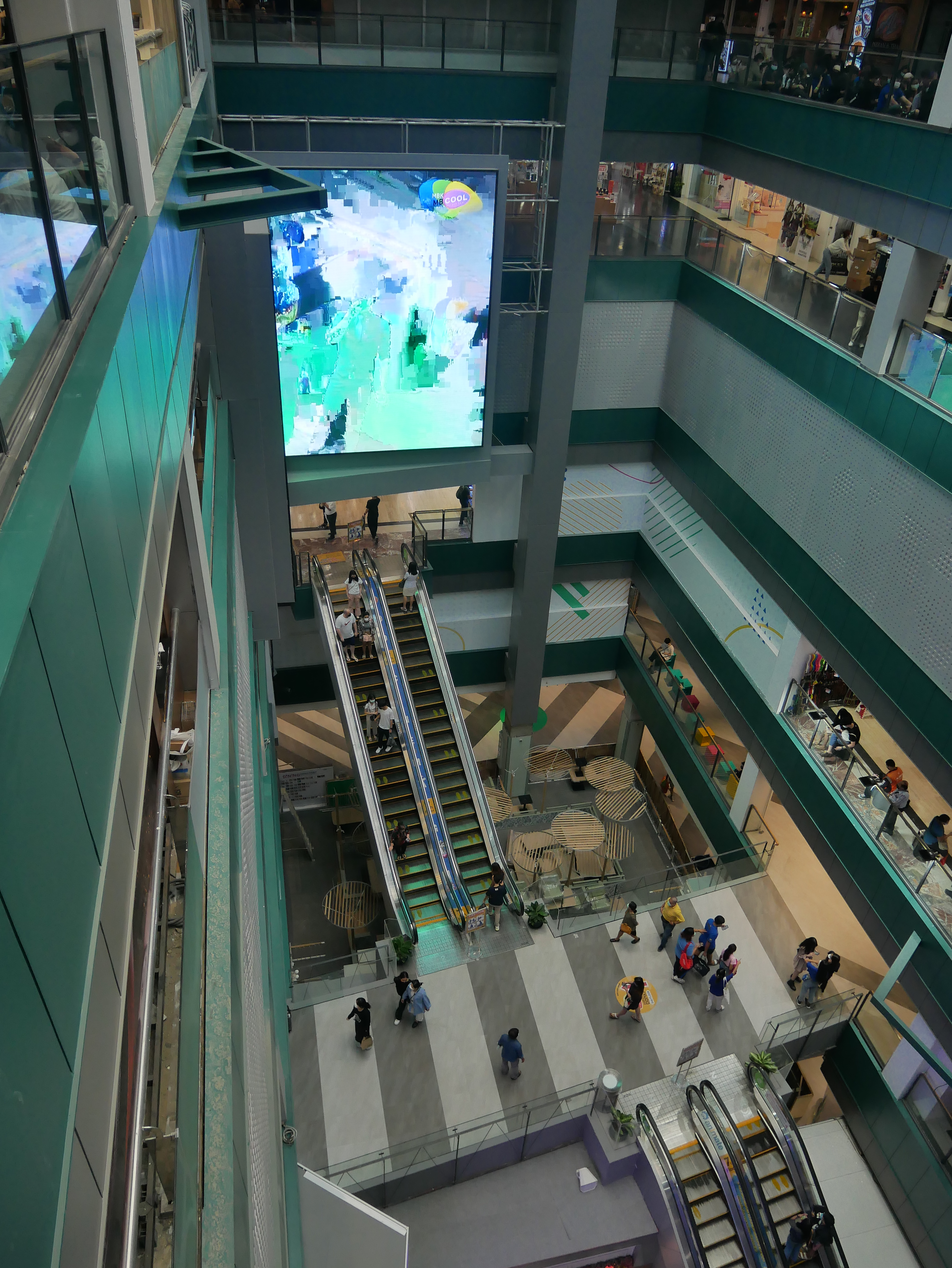
Binnen MBK Center

MBK Center voluit Mah Boon Krong (Thai: มาบุญครอง) kortweg MBK genoemd is een groot winkelcentrum in Bangkok, Thailand.
Het winkelcentrum heeft 7 verdiepingen is 330 meter lang, heeft ruim 2500 winkels en 150 eet en drank stalletjes/restaurants die een ruimte innemen van 89.000 vierkante meter. Toen MBK in 1985 openging was het het grootste winkelcentrum van Azië.
MBK is vooral bekend vanwege de hoeveelheid kleine winkels waar men kan afdingen zoals mobiele telefoons en andere elektronica.
Het winkelcentrum is erg populair bij jongeren omdat je er vaak goedkope kleren en gadgets kunt krijgen. In 2003/2004 werd het gerenoveerd.

## Tokyu
In het MBK bevindt zich ook nog het warenhuis Tokyu. Het telt 4 verdiepingen en heeft een ruim aanbod in diverse productcategorieën.

## Bezoekers
Gemiddeld trekt het MBK Center 105.000 mensen per dag, waarvan ongeveer 30.000 toeristen.

## Locatie
MBK bevindt zich tegenover Siam Square en Siam Discovery Center in het  Pathum Wan district. MBK is te bereiken via het Skytrain station National Stadium.

## Referentie
- Officieel Profiel van het MBK Center